# Menigius
Menigius is een geslacht van kevers uit de familie van de loopkevers (Carabidae). De wetenschappelijke naam van het geslacht is voor het eerst geldig gepubliceerd in 1879 door Chaudoir.

## Soorten
Het geslacht Menigius omvat de volgende soorten:
- Menigius burgeoni Banninger, 1932
- Menigius camerunensis Banninger, 1929
- Menigius congoensis Banninger, 1929
- Menigius hintzi Banninger, 1929
- Menigius liberianus (Bates, 1889)
- Menigius phillipsi Banninger, 1929
- Menigius rotundicollis (Murray, 1857)
- Menigius schaumi Chaudoir, 1880
- Menigius sulciger (Chaudoir, 1880)